# Lede
Lede är en ort och kommun i Belgien.   Den ligger i provinsen Östflandern och regionen Flandern, i den centrala delen av landet, 30 km väster om huvudstaden Bryssel. Antalet invånare är 17 781.
Omgivningarna runt Lede är en mosaik av jordbruksmark och naturlig växtlighet. Runt Lede är det tätbefolkat, med 511 invånare per kvadratkilometer.